# Geronimo (film)
Geronimo (Geronimo: An American Legend) è un film del 1993 diretto da Walter Hill.

## Trama
Nel 1885 negli Stati Uniti, il tenente Charles B. Gatewood, un ufficiale ex sudista che parla la lingua apache ed ammira Geronimo, il capo degli indiani Chiricahua, viene incaricato dal generale di brigata George Crook di proteggere questi fino all'arrivo al campo militare. Gatewood e Geronimo, durante il viaggio, dopo aver neutralizzato l'attacco di una banda di texani che vogliono impiccare l'apache, si scambiano pegni di amicizia. Ma la tregua con l'esercito degli Stati Uniti si infrange quando viene ucciso uno stregone che predica la rivolta e Geronimo, dopo aver fatto una strage, fugge con alcuni uomini e forma delle bande che si danno alla razzia e al massacro dei coloni, dirigendosi verso il Messico. Crook, dimissionario, viene sostituito dal generale Nelson Miles che mette in quarantena Gatewood ed il suo collega Britton Davis, licenzia le guide indiane e invia cinquemila soldati contro un superstite gruppo apache di poche persone, con donne e bambini, che elude tutte le ricerche, pur braccato e ridotto allo stremo. In difficoltà, Miles chiede segretamente a Gatewood e allo scout bianco Al Sieber di rintracciare Geronimo per offrirgli una onorevole resa. In uno scontro con i cacciatori di taglie bianchi che minacciano Chato, la loro guida indiana, Al Sieber muore. Gatewood riesce finalmente a rintracciare Geronimo, l'amico-nemico, che accetta di consegnarsi. Il treno, visto dal grande guerriero in una premonizione, trasporta lui e quello che resta dei Chiricahua verso l'esilio. I bianchi però non mantengono la promessa di liberarlo dopo due anni di permanenza in Florida e lo trattengono in prigione fino alla morte.

## Produzione
Il film è stato girato nelle seguenti località: Moab, Monticello (Utah), Tucson (Arizona) e Culver City (California).

## Distribuzione
Negli Stati Uniti il film è uscito nelle sale il 10 dicembre 1993, mentre nel resto del mondo nel 1994. La Sony Pictures Home Entertainment ha distribuito il DVD negli Stati Uniti il 17 novembre 1998, in Italia invece il 10 ottobre 2001.

## Incassi
Il film non fu un successo ai botteghini, incassò in totale 18.635.620 dollari, con un budget per la realizzazione di 35 milioni.

## Riconoscimenti
- 1994 - Premio Oscar
  - Nomination Miglior sonoro a Chris Carpenter, D. M. Hemphill, Bill W. Benton e Lee Orloff.